# Medardo Galli
Medardo Eugenio Galli (* 6. April 1907 in Piacenza; † 18. Oktober 1985 ebenda) war ein italienischer Ruderer.

## Werdegang
Medardo Galli bildete mit Medardo Lamberti, Arturo Moroni, Guglielmo Carubbi, Vittore Stocchi, Giulio Lamberti, Amilcare Canevari, Benedetto Borella und Steuermann Angelo Polledri den italienischen Achter, der 1927 in Como Europameister wurde. Bei den Olympischen Sommerspielen 1928 in Amsterdam schied die gleiche Besatzung im Viertelfinale der Achter-Regatta aus.